# Pristimantis cruentus
Espèce
Synonymes
- Hylodes cruentus Peters, 1873
- Eleutherodactylus cruentus (Peters, 1873)
- Syrrhophus lutosus Barbour & Dunn, 1921
- Eleutherodactylus dubitus Taylor, 1952
- Eleutherodactylus marshae Lynch, 1964

Statut de conservation UICN

 LC  : Préoccupation mineure
Pristimantis cruentus est une espèce d'amphibiens de la famille des Craugastoridae.

## Répartition
Cette espèce se rencontre entre 40 et 1 550 m d'altitude :
- en Colombie au Chocó ;
- au Panamá ;
- au Costa Rica.

Sa présence est incertaine au Nicaragua.

## Description

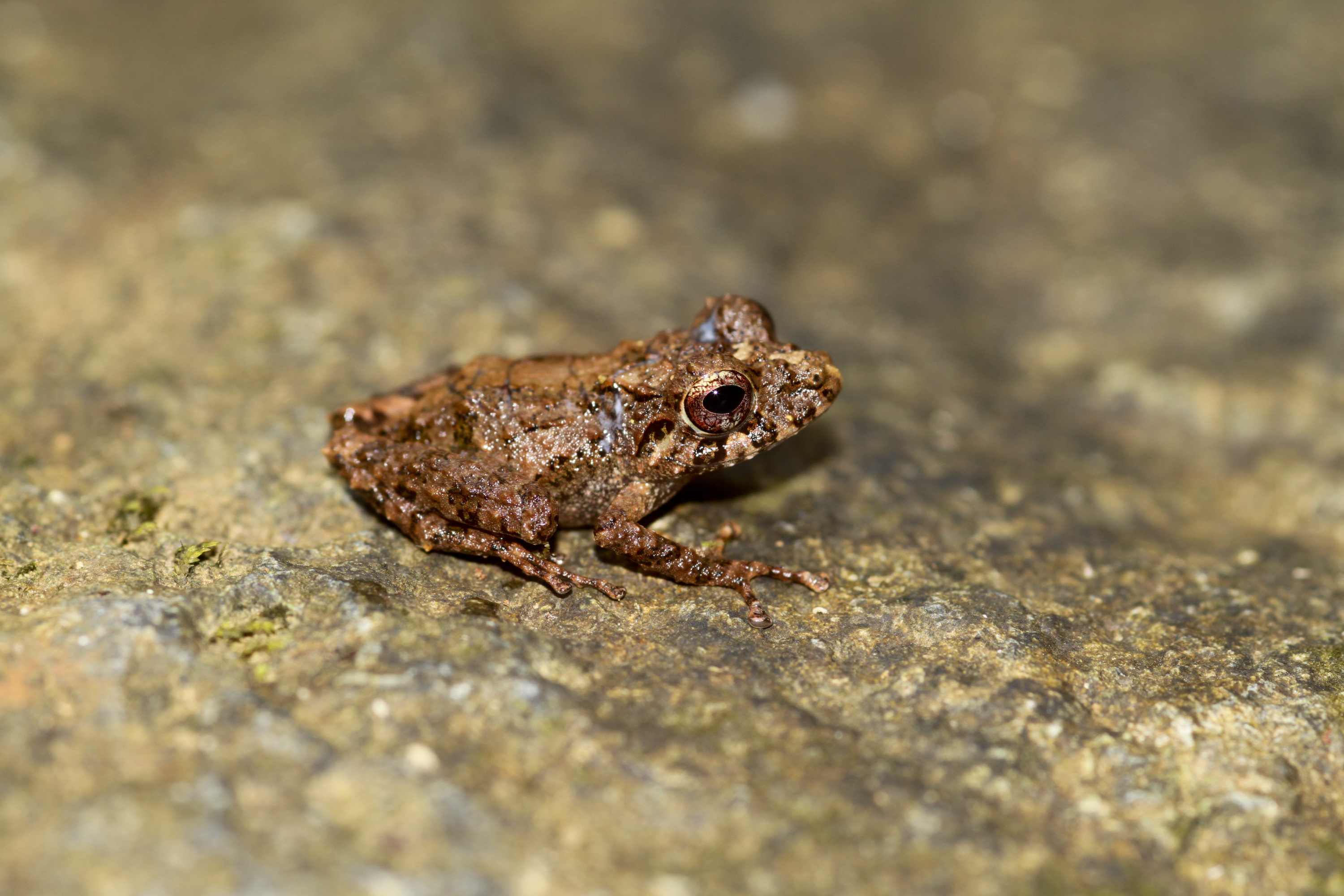
Pristimantis cruentus

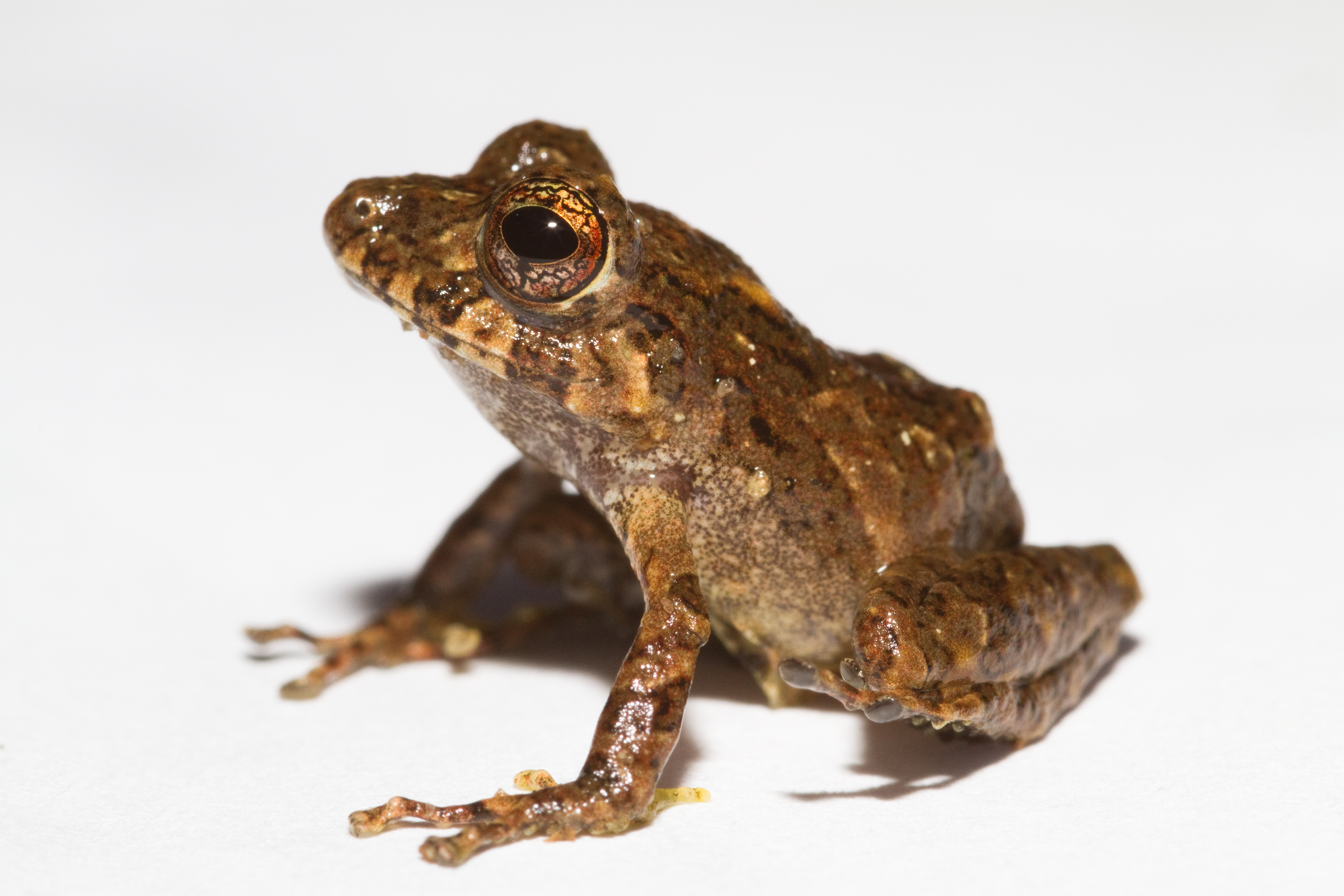
Pristimantis cruentus

L'holotype mesure 40 mm

## Publication originale
- Peters, 1873 : Über eine neue Schildkrötenart, Cinosternon effeldtii und einige andere neue oder weniger bekannte Amphibien. Monatsberichte der Königlich Preussischen Akademie der Wissenschaften zu Berlin, vol. 1873, p. 603-618 (texte intégral).